# 세이드 바드레야

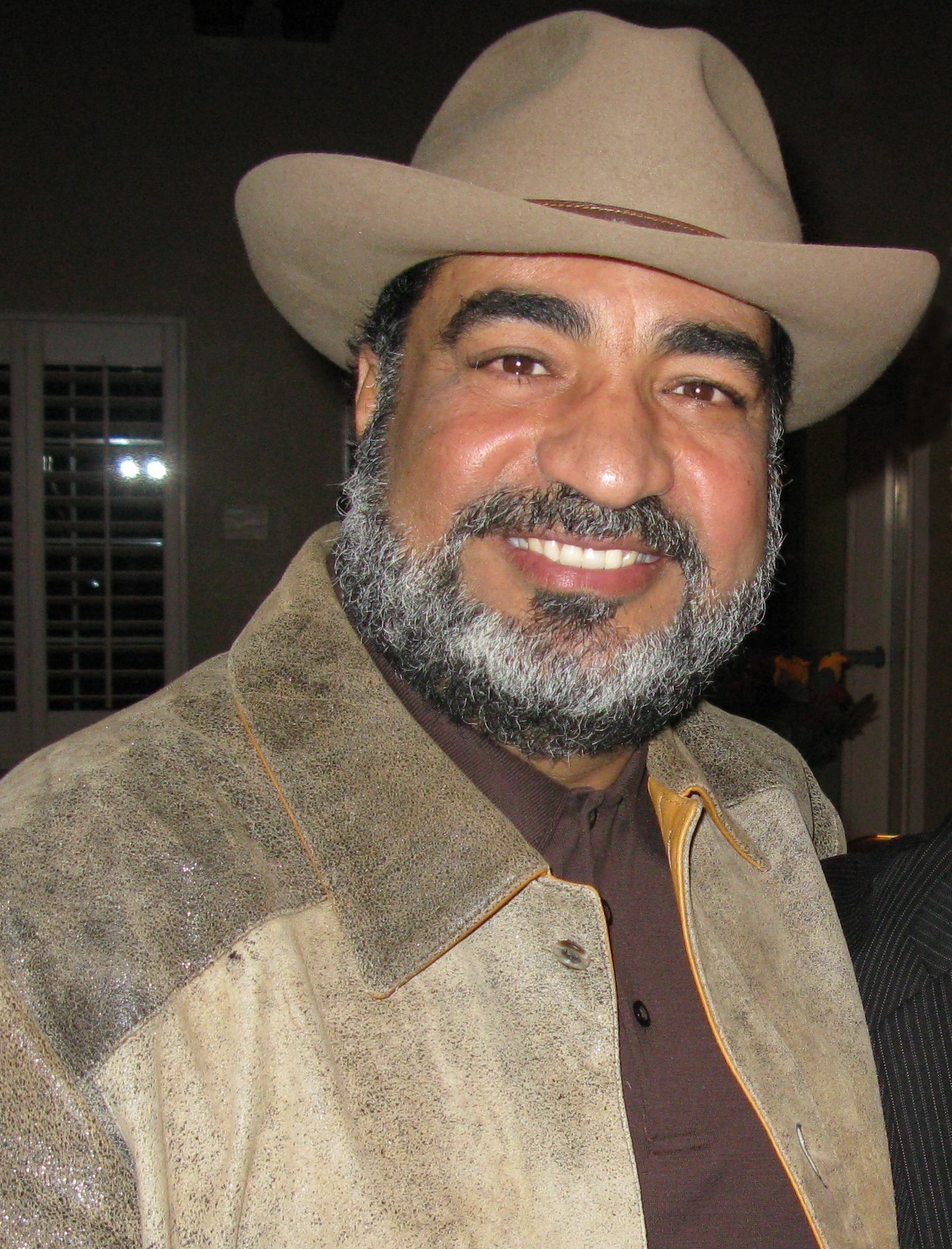

사이이드 바드리야(1957년 1월 4일 ~ 아랍어: سيد بدرية)는 이집트의 배우이다.
포트사이드에서 태어났다.

## 출연 작품
- 더 C 게이트 (2013년)
- 무비 43 (2013년)
- 저스트 라이크 어 우먼 (2012년)
- 독재자 (2012년)
- 스페이스 비트윈 (2010년)
- 카고 (2010년)
- 배후 (2009년)
- 프리즈너스 (2008년) - 카말 역
- 더블유 (2008년) - 사담 후세인 역
- 조한 (2008년) - 함디 역
- 아이언맨 (2008년) - 압부 바카 역
- Homeland Security (2004)
- 소울 플레인 (2004년)
- 붙어야 산다 (2003년)
- 공주와 해병 (2001년)
- 내겐 너무 가벼운 그녀 (2001년)
- 인사이더 (1999년)
- 쓰리 킹즈 (1999년)
- 킹 핀 (1996년)
- 인디펜던스 데이 (1996년)
- 미라지 (1995년)
- 스타게이트 (1994년)
- 슛! 골인 (1987년)